# Gösta Nicklasson
Gösta Ferdinand Nicklasson, född 24 juni 1907 i Eslöv, död 7 september 1980 i Stockholm, var en svensk ledare inom Svenska Missionsförbundet.
Gösta Nicklasson var son till brevbäraren Axel Nicklasson. Föräldrarna tillhörde Svenska Missionsförbundet och Nicklasson började tidigt engagera sig inom kyrkan. I ungdomsåren var aktiv inom missionsförsamlingen i Ystad och gjorde även i början av 1920-talet strävanden till att få till stånd ekumeniskt samarbete med baptistförsamlingarna i staden. Det misslyckades men man lyckades få missionsförsamlingen och baptistförsamlingarna att bilda en gemensam ungdomsförening. Nicklasson var även aktiv inom KFUM i Ystad. Efter studentexamen 1926 arbetade han som pastor vid Svenska Missionsförbundets församling i Strömsnäsbruk 1929-1930. Nicklasson studerade därefter vid Svenska Missionsförbundets teologiska seminarium på Lidingö 1930-1932 och var 1932-1933 pastor i Klagstorpskretsen och därefter i Uppsala missionsförsamling 1934-1943. Han var 1940-1944 periodvis fältpastor med kaptens grad och 1943-1944 andre sekreterare och 1944-1949 förste sekreterare i Svenska Missionskyrkans Ungdom. Nicklasson var även ledamot av centralstyrelsen för Soldaternas vänner 1943-1974 och ordförande där 1968-1974, ledamot av styrelsen för Svenska Bibelsällskapet, dess vice ordförande 1969-1970 och dess ordförande 1970-1972, ledamot av Ekumeniska nämnden 1948-1972 och dess vice ordförande 1970-1972. Vidare var han ledamot av Svenska Missionsförbundets bokförlagskommitté 1950-1972, sekreterare i Svenska Missionsförbundets yttre mission 1950-1954 och sekreterare för den inre missionen 1954-1956, ledamot av Frikyrkliga samarbetskommittén 1954, ledamot av Sveriges frikyrkoråd 1954-1972 och dess vice ordförande 1969-1970 samt ordförande 1971-1972. Niklasson var missionsföreståndare i Svenska Missionsförbundet 1956-1972, inspektor för Svenska Missionsförbundets teologiska seminarium 1956-1972, ordförande i Svenska Missionsförbundets sociala kommitté 1956-1972 och vice ordförande i Internationella federationen av fria evangeliska kyrkor 1956-1973 och ledamot av kommittén angående radions religiösa program 1956-1973. Han var även 1958-1970 ledamot av Internationella kongregationalistrådets exekutivkommitté 1958-1970, 1959-1972 ledamot av Evangeliska alliansens svenska avdelning och 1969-1972 dess ordförande, 1959-1972 ordförande i Svenska Missionsförbundets pastorsnämnd, ledamot av Ansvars förtroenderåd, ledamot av samarbetskommittén mellan Svenska Missionsförbundet och Svenska kyrkan 1965, ordförande i De fria kristna samfundens beredskapsnämnd 1966-1973, ledamot av Sveriges frikyrkoråds samarbetsnämnd 1970-1972 och ledamot av styrelsen Riksförbundet för pensionärernas gemenskapsgrupper från 1974.